# H (dźwięk)
H (nazwa solmizacyjna: si) – dźwięk, którego częstotliwość dla h¹ wynosi 493,9 Hz. Jest to tonika gam H-dur i h-moll. W szeregu diatonicznym jest to siódmy dźwięk licząc od dźwięku C w każdej oktawie.
W enharmonii dźwięki o tej samej wysokości to: aisis i ces.
Dźwięk H w większości krajów określany jest literą B, która w pozostałych oznacza dźwięk H obniżony przez bemol.